# Джузепе Досена
Джузепе Досена (на италиански: Giuseppe Dossena) е италиански футболист, полузащитник и треньор.

## Кариера
Досена започва кариерата си в Торино през 1976 г. и преминава в Пистоезе през следващия сезон. След това играе за Чезена и Болоня, преди да се завърне в Торино през 1981 г., където остава до 1987 г. По време на втория си престой в клуба, той е част от италианския национален отбор, дори е повикан в отбора на Италия за Световната купа през 1982 г. След това играе за Удинезе, Сампдория и Перуджа, където се пенсионира през 1992 г. Досена е най-вече запомнен през времето си със Сампдория, където постига забележителен местен и международен успех, спечелвайки Копа Италия 1988/89, Купата на носителите на купи 1989/90 и Серия А 1990/91 и Суперкопа Италиана 1991.

### Национален отбор
С италианския национален отбор Досена играе 38 мача между 1981 и 1987 г., като отбелязва 1 гол. След като прави 4 участия в квалификациите на Италия за Световното първенство през 1982 г., той е резерва по време на турнира, където няма участия, въпреки че му е даден номер 10.

## Треньор
По-късно той започва кариера на международно ниво, тренира Гана за 2 години, а след това е асистент на Чезаре Малдини при представянето на Парагвай на Световното първенство по футбол през 2002 г. Между 2000 и 2001 г. той води Ал-Итихад от Саудитска Арабия. По-късно той работи като анализатор за италианската обществена телевизия Rai.
На 30 август 2010 г. е оповестено, че Досена е договорил двугодишен договор с етиопските шампиони Сент-Джордж. По-късно работи като спортен директор. Сега е съветник на националния футболен отбор на Италия.

## Отличия

### Отборни
Сампдория
- Серия А: 1990/91
- Копа Италия: 1989
- Суперкопа Италиана: 1991
- Купа на носителите на купи: 1989/90

### Международни
Италия
- Световно първенство по футбол: 1982